# Iqbal (książka)
Iqbal – książka włoskiego pisarza, dziennikarza i nauczyciela Francesco D'Adamo, laureata wielu międzynarodowych nagród. Przetłumaczono ją na kilkanaście języków. W Polsce przetłumaczona przez Joannę Roguską-Berdyn. Uzyskała nagrody:
- Cassa di Risparmio di Cento – 2002
- La cilieglia d'oro Terre del Magnifico – 2002
- Piccoli lettori crescono – 2002
- Un libro per la testa – 2003
- American Library Association – 2004
- Hampshire Book Award – 2005
- Christopher Awards (USA) – 2004

To prawdziwa historia pakistańskiego chłopca Iqbala Masiha. Jako 4-latek został sprzedany do niewolniczej pracy przy produkcji dywanów. Uciekł mając 11 lat i zaangażował się w działalność Front Wyzwolenia Pracujących Dzieci. Podczas swojej działalności przyczynił się do uwolnienia wielu dzieci. Sławny z tego powodu w świecie został nagrodzony w 1994 roku nagrodą Reebok Human Rights, którą odebrał w Bostonie. Rok potem, jako 12-latek został w Wielkanoc zamordowany w rodzinnej wiosce. Historię tę opowiada w książce Fatima, wymyślona przez autora przyjaciółka chłopca.